# Al Oruba (Saná)
El  Al-Oruba Yemeni Club (en árabe: نادي العروبة الرياضي الثقافي‎) es un equipo de fútbol de Yemen que milita en la Liga Yemení, la liga de fútbol más importante del país.
Fue fundado en el 2008 y es de la ciudad de San'a, capital del país tras la fusión de los equipos Al-Amn Al-Markazi Club y Al-Sbaeen Club.

## Palmarés
- Liga Yemení: 1

2010–11
- Super Cup: 1

2011

## Participaciones en competiciones de la AFC
| Temporada | Torneo   | Ronda          | Club        | Casa | Visita | Global     |
| --------- | -------- | -------------- | ----------- | ---- | ------ | ---------- |
| 2012      | Copa AFC | Fase de grupos | East Bengal | 4-1  | 1-0    | 3.er lugar |
| 2012      | Copa AFC | Fase de grupos | Kazma SC    | 1-2  | 1-1    | 3.er lugar |
| 2012      | Copa AFC | Fase de grupos | Erbil SC    | 2-2  | 1-2    | 3.er lugar |